# Marie Mørk
Anna Marie Mørk f. Mørch (14. april 1861 i København – 30. maj 1944 i Hillerød) var bestyrerinde for M. Mørks Skole i Hillerød, søster til bygmester Ejvind Mørch. Hun blev belønnet med Fortjenstmedaljen i guld i 1920.
Marie Mørk voksede op i et embedsmandshjem i Helsingørsgade i Hillerød. Hendes far var ingeniør N.P. Mørch og moderen Elisabeth Pingel. Hun blev undervist privat af pastor Hostrup. Hun uddannede sig først til privatlærerinde (en uddannelse efter forordning af 1809) og supplerede med lærerindeeksamen (indført i 1859) fra N. Zahles Seminarium i 1885. Hun studerede litteraturhistorie et par år og var dernæst i otte år lærerinde på Vældegård Kvindeskole i Gentofte, inden hun købte en lille privatskole i Hillerød i 1895 og videreførte den som M. Mørks Skole i nye bygninger. Hendes højre hånd i skolearbejdet var søsteren Eva Mørk, og også søsteren Gudrun Mørk (født 1877) var lærerinde på skolen samt formand for Dansk Kvindesamfunds Hillerødkreds og medlem af Hillerød byråd.
Marie Mørk har været formand for Dansk Kvindesamfunds Hillerødkreds og medlem af menighedsrådet.
Søstrene Mørk trak sig tilbage fra dagskolearbejdet i 1930 og fra kostskolearbejdet i 1937. Marie Mørk flyttede til København, men vendte efter få år tilbage til Hillerød, hvor hun døde og blev begravet på Hillerød Kirkegård.